# Роман Святославич

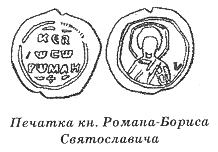
Печатка Романа-Бориса Святославича.

Рома́н Святосла́вич (д.-рус. Романъ Ст҃ославичь; ? — 2 серпня 1079) — руський князь із династії Володимировичів. Тмутороканський князь (1070—1079). Син великого київського князя Святослава Ярославича, онук Ярослава Мудрого. Небіж великого князя Всеволода Ярославича. Вбитий половцями. У «Слові о полку Ігоревім» називається «красним (красивим)». Хрещене ім'я — Борис; також — Рома́н-Бори́с Святосла́вич.

## Біографія
Надав притулок князям-ізгоям — братові Олегу Святославичу та Борису В'ячеславичу. Разом з ними у серпні 1078 року здобув Чернігів, але у битві на Нежатій Ниві 3 жовтня 1078 року зазнав поразки.
1079 року Роман Святославич уклав союз із половцями і організував новий похід проти свого дядька, великого князя київського Всеволода Ярославича. Коли Роман взяв у облогу Воїнь, Всеволод став коло Переяслава та уклав сепаратний мир із половцями. Вони зняли облогу й дорогою назад убили Романа.
| Іпатський літопис |  | Переклад |
| --- |  | --- |
| В лѣт̑ . ҂s҃ . ф҃ . п҃з . [6587 (1079)] Приде Романъ с Половцѣ к Воиню . Всеволод̑ же став у Переӕславлѧ . и створи миръ с Половцѣ . и възратис̑ Романъ въспѧт̑ . ї бывшу ему оубиша и Половцѣ . мц҃а . авгус̑ . в҃ . дн҃ь . ї сут̑ кости его и до сег̑ лѣта тамо лежаче . сн҃а Ст҃ославлѧ . ї внука Ӕрославлѧ . |  | У рік 6587 [1079]. Прийшов Роман [Святославич] із половцями до [города] Воїня. Всеволод же, ставши коло Переяславля, вчинив мир із половцями. І вернувся Роман назад, і коли був він […], убили його половці, Романа, місяця серпня у другий день. І єсть кості його, і донині вони там лежать, сина Святослава і внука Ярослава. |

## Родина
- Батько: Святослав Ярославич[1]
- Мати: Килікія (Цецилія) NN
- Брати[1]:
  - Гліб Святославич
  - Давид Святославич
  - Олег Святославич
  - Ярослав Святославич
- Сестра: Вишеслава Святославна[1]